# Kanton Argentré
Der Kanton Argentré war von 1790 bis 2015 ein französischer Wahlkreis im Arrondissement Laval, im Département Mayenne und in der Region Pays de la Loire; sein Hauptort war Argentré.

## Lage
Der Kanton lag im Zentrum des Départements Mayenne östlich der Stadt Laval. Er grenzte an die Kantone Laval-Saint-Nicolas, Laval-Nord-Est und Laval-Est im Westen, an den Kanton Chailland im Nordwesten, an den Kanton Mayenne-Est im Norden, an den Kanton Montsûrs im Osten und an den Kanton Meslay-du-Maine im Süden.

## Gemeinden
Der Kanton bestand aus neun Gemeinden:
| Gemeinde               | Einwohner Jahr | Fläche km² | Bevölkerungsdichte | Code INSEE | Postleitzahl |
| ---------------------- | -------------- | ---------- | ------------------ | ---------- | ------------ |
| Argentré               | 2.717 (2013)   | 36,77      | 74 Einw./km²       | 53007      | 53210        |
| Bonchamp-lès-Laval     | 5.829 (2013)   | 27,51      | 212 Einw./km²      | 53034      | 53960        |
| Châlons-du-Maine       | 700 (2013)     | 9,66       | 72 Einw./km²       | 53049      | 53470        |
| La Chapelle-Anthenaise | 939 (2013)     | 19,89      | 47 Einw./km²       | 53056      | 53950        |
| Forcé                  | 975 (2013)     | 4,94       | 197 Einw./km²      | 53099      | 53260        |
| Louverné               | 4.034 (2013)   | 20,58      | 196 Einw./km²      | 53140      | 53950        |
| Louvigné               | 1.109 (2013)   | 12,56      | 88 Einw./km²       | 53141      | 53210        |
| Montflours             | 252 (2013)     | 7,93       | 32 Einw./km²       | 53156      | 53240        |
| Parné-sur-Roc          | 1.292 (2013)   | 23,74      | 54 Einw./km²       | 53175      | 53260        |

## Bevölkerungsentwicklung
| 1962 | 1968 | 1975 | 1982   | 1990   | 1999   | 2006   | 2011   |
| ---- | ---- | ---- | ------ | ------ | ------ | ------ | ------ |
| 5273 | 5922 | 7853 | 10.809 | 12.188 | 13.789 | 16.009 | 17.677 |